# هيري ساليكو بيمبي
هيري ساليكو بيمبي (بالفرنسية: Herry Saliku Biembe)‏ (مواليد 14 مايو 1981) هو ملاكم من جمهورية الكونغو الديمقراطية، مثّل بلاده في الألعاب الأولمبية الصيفية 2008.

## روابط خارجية
هيري ساليكو بيمبي على موقع بوكس ريك (الإنجليزية) (registration required)
- هيري ساليكو بيمبي على موقع أوليمبيديا (الإنجليزية)